# Уоррен (округ, Индиана)
Уо́ррен (англ. Warren County) — округ в США, штате Индиана. Официально образован 1 марта 1827 года. По состоянию на 2010 год, численность населения составляла 8 508 человек. Получил своё название в честь американского государственного деятеля Джозефа Уоррена.

## География
По данным Бюро переписи США, общая площадь округа равняется 949 км², из которых 945 км² суша и 4 км² или 0,47 % это водоемы.

### Соседние округа
- Бентон (Индиана) — север
- Вермиллион (Индиана) — юг
- Вермилион (Иллинойс) — запад
- Фаунтин (Индиана) — юго-восток
- Типпекану (Индиана) — восток

## Демография
По данным переписи населения 2000 года в округе проживает 8 419 жителей в составе 3 219 домашних хозяйств и 2 423 семей. Плотность населения составляет 8,9 человека на км². На территории округа насчитывается 3 477 жилых строений, при плотности застройки 3,9 строения на км². Расовый состав населения: белые — 99,09 %, афроамериканцы — 0,08 %, коренные американцы (индейцы) — 0,14 %, азиаты — 0,18 %, гавайцы — 0,02 %, представители других рас — 0,07 %, представители двух или более рас — 0,42 %. Испаноязычные составляли 0,44 % населения независимо от расы .
В составе 33,30 % из общего числа домашних хозяйств проживают дети в возрасте до 18 лет, 64,90 % домашних хозяйств представляют собой супружеские пары проживающие вместе, 6,80 % домашних хозяйств представляют собой одиноких женщин без супруга, 24,70 % домашних хозяйств не имеют отношения к семьям, 21,20 % домашних хозяйств состоят из одного человека, 10,50 % домашних хозяйств состоят из престарелых (65 лет и старше), проживающих в одиночестве. Средний размер домашнего хозяйства составляет 2,58 человека, и средний размер семьи 2,98 человека.
Возрастной состав округа: 26,00 % моложе 18 лет, 6,60 % от 18 до 24, 28,00 % от 25 до 44, 25,50 % от 45 до 64 и 13,90 % от 65 и старше. Средний возраст жителя округа 38 лет. На каждые 100 женщин приходится 102,80 мужчин. На каждые 100 женщин старше 18 лет приходится 95,70 мужчин.
Средний доход на домохозяйство в округе составлял 41 825 USD, на семью — 48 647 USD. Среднестатистический заработок мужчины был 35 444 USD против 21 265 USD для женщины. Доход на душу населения был 18 070 USD. Около 4,00 % семей и 6,50 % общего населения находились ниже черты бедности, в том числе — 9,20 % молодежи (тех кому ещё не исполнилось 18 лет) и 8,00 % тех кому было уже больше 65 лет.